# Unidad por San Roque
Unidad por San Roque (USR) fue un partido político español de ámbito local creado en San Roque, municipio de la provincia de Cádiz, en el año 1998. Cesó su actividad en 2015 al no presentarse a las elecciones municipales de ese año. En la actualidad se mantiene una Junta Gestora que no tiene actividad política alguna.
Se define como un partido independiente y no se localiza en ningún lugar concreto del espectro político. Según su presentación, sus objetivos son el progreso y el bienestar de San Roque y sus habitantes, así como garantizar la unidad del municipio, frente a las propuestas del Partido Independiente Valle del Guadiaro, otra formación con representación en el ayuntamiento de la ciudad que busca la conversión del distrito Valle del Guadiaro en un municipio independiente.
Durante los años 1999/2015 se ha establecido como tercera fuerza política del municipio, actuando como partido bisagra entre los dos partidos mayoritarios, el Partido Socialista Obrero Español y el Partido Popular, habiendo formado gobiernos con ambos partidos en las diferentes legislaturas.

## Historia
Unidad por San Roque consiguió tres escaños en las primeras elecciones municipales a las que se presentó, en 1999. Llegó al gobierno municipal en el año 2000 en una moción de censura presentada conjuntamente por este partido, el Partido Popular y el Grupo Independiente Liberal.
En el año 2003 USR aumentó su representación alcanzando cuatro concejales. Constituyó un gobierno de coalición con los siete concejales del PSOE, formando una mayoría estable con 11 de los 21 concejales del ayuntamiento. En los comicios de 2007 tanto USR como PSOE repitieron resultados y continuaron su gobierno de coalición en San Roque hasta el fallecimiento del alcalde socialista José Vázquez Castillo en 2009. Le sustituyó en la alcaldía el candidato del Partido Popular Fernando Palma, que formó un gobierno de concentración contando con todos los grupos políticos, excepto el PSOE. Los cuatro concejales de USR formaron parte del gobierno local hasta que, en septiembre de 2010, Palma decidió prescindir de ellos, después de que votaron en contra de los planes de austeridad del alcalde. Desde entonces el grupo político de USR se encuentra en la oposición.
En las elecciones municipales de 2011 Unidad por San Roque mantuvo sus cuatro concejales.
En marzo de 2014, después de que el presidente del partido, José Antonio Ledesma, anunciase que no iba a presentarse a las elecciones locales del año siguiente, el PP ofreció a la que previsiblemente iba a ser la candidata a la Alcaldía de USR, Marina García Peinado que encabezara la lista del PP de la ciudad, por lo que USR no presentó candidato alguno a la alcaldía de la ciudad en aquellas elecciones municipales. Unas semanas después, Marina García Peinado era presentada como candidata oficial a las elecciones locales de 2015. Este acto fue presidido por el presidente del PP andaluz, Juan Manuel Moreno Bonilla. Una vez que este partido no se presentó a las elecciones locales de 2015, tanto los afiliados como los que habían sido concejales de USR en anteriores elecciones municipales se integraron en algunos casos en otras fuerzas políticas.
En la lista del PP para las elecciones locales de 2015, los candidatos procedentes del partido municipal ocuparon los puestos 1, 4, 8 y 13. La alianza que puso en práctica el PP, sumando algunos exconcejales de USR no consiguió los resultados esperados, consiguiendo solo 6 concejales y permaneciendo en la oposición. El PSOE alcanzó en esas elecciones la mayoría absoluta.
Posteriormente y ya en el año 2016, el hasta entonces Presidente de USR, José Antonio Ledesma asume la presidencia de la Junta Gestora que, hasta el día de la fecha, mantiene vivo este partido que no se ha vuelto a presentar a las elecciones hasta estos momentos y permaneciendo sin actividad política en la actualidad.